# Lemra líná
Lemra líná (orig. Failure to Launch) je americká romantická komedie z roku 2006 volně založená na francouzském filmu Tanguy v hlavní roli s Matthewem McConaugheyem a Sarah Jessicou Parker. Film je o více než třicetiletém muži, který stále žije s rodiči a nedává nijak najevo, že by se chtěl odstěhovat.
Film byl setřen kritiky, filmový kritik Richard Roeper prohlásil: „je to absolutně neuvěřitelné.“.

## Příběh
Tripp je třicátník žijící stále se svými rodiči Sue a Alem. Jeho nejlepší přátelé Demo a Ace žijí také s rodiči a vypadají, že jsou na to hrdí. Alovi a Sue se to nelíbí. Zjistí, že dospělý syn jejich přátel, který se právě odstěhoval od rodičů, tak učinil proto, že si kvůli tomu rodiče najali expertku.
Tou expertkou je Paula, která věří, že muž zůstává žít s rodiči kvůli nízkému sebevědomí. Jejím úkolem je začít s mužem chodit, vybudovat jeho sebevědomí a přesunout jeho vazbu od rodičů k ní. Muže obelhává, odmítá sexuální kontakt, ale dovoluje mu se do ní zamilovat, předstírá, že má ráda stejné věci jako on a nechává ho pomoci jí projít (falešnými) krizovými situacemi, nechá se „schválit“ jeho přáteli a dá mu příležitost ji v něčem poučit – on se po tom všem odstěhuje od rodičů, aby se stal nezávislým.
Paula brzy zjistí, že Tripp nezapadá do žádného z jejích předchozích modelů – má normální sociální schopnosti a nemá problém se sebevědomím. Tripp pouze nechce dlouhodobý vztah a své bydlení s rodiči využívá jako důvod k rozchodu – když to dívka zjistí, rozejde se s ním. Po setkání s rodiči Paula zmaří jeho snahy se s ní rozejít, zůstane u něj přes noc a vyvinou se u ní skutečné city k Trippovi.
Paulina spolubydlící Kit kritizuje její povolání. Tvrdí, že její vlastní rozchod s mužem, se kterým již bydlela, je její nezdravou motivací pro práci, které zasvětila celý svůj život. Paula je šokovaná, když zjistí, co je pravým důvodem Trippovy situace – žena, se kterou byl zasnoubený, náhle zemřela, což ho emocionálně ranilo a u rodiny hledal útěchu.
Ace přijde na to, co Paula ve skutečnosti dělá a slíbí, že bude mlčet, pokud mu domluví rande s Kit. Ačkoli se Kit více líbí Demo, zamilují se do sebe. Ace ale pak o Paule řekne Demovi, který to zase prozradí Trippovi. Ten řekne rodičům a Paule, že vše ví a od rodičů odejde. Rodiče a Paula se kvůli tomu cítí špatně, Paula jim vrátí peníze. Tripp se s rodiči nakonec usmíří, ale Paule odpustit nedokáže.
Trippovi rodiče a přátelé pak vytvoří plán, jak Trippa s Paulou dát znovu dohromady. Sváží Trippa do skříně a do místnosti potom zamknou i Paulu, která Trippovi vyzná lásku. Nakonec to vypadá tak, že se Tripp od rodičů k jejich radosti odstěhoval. Film končí, když se Tripp a Paula plaví na své nové lodi.

## Obsazení
| Matthew McConaughey    | Tripp               |
| Sarah Jessica Parker   | Paula               |
| Zooey Deschanel        | Katherine "Kit"     |
| Kathy Bates            | Sue                 |
| Justin Bartha          | Ace                 |
| Bradley Cooper         | Demo                |
| Terry Bradshaw         | Al                  |
| Tyrel Jackson Williams | Jeffrey             |
| Katheryn Winnick       | Melissa             |
| Rob Corddry            | prodejce zbraní     |
| Patton Oswalt          | Paulin další klient |